# 尼寧格 (明尼蘇達州)
尼寧格（英語：Nininger）是位於美國明尼蘇達州達科他縣尼寧格鎮區的一個鬼鎮。

## 地理
尼寧格所處的海拔為高於海平面242米（即794英呎），而該地所採用的時區為UTC-6，即北美中部時區（CST）。同時該地設有夏令時間，為UTC-6調快一小時，即UTC-5（CDT）。